# Thomas Griffith Taylor
Thomas Griffith „Grif“ Taylor (1. prosince 1880 Walthamstow – 5. listopadu 1963 Sydney) byl anglický geograf, antropolog a cestovatel, jeden z přeživších členů expedice Terra Nova na Antarktidu, vedené kapitánem Robertem Scottem.

## Vzdělání
Narodil se roku 1880 v anglickém Walthamstow do rodiny hutního chemika Jamese Taylora a Lily Agnesové, rozené Griffithsová. V roce po narození se rodina přestěhovala do Srbska, kde se otec stal ředitelem měděného dolu. Za další tři roky se vrátila na Britské ostrovy, kde byl otec zaměstnán ve velké ocelárně. V roce 1893 rodina přesídlila do Nového Jižního Walesu, když otec získal pozici hutníka pracujícího pro vládu.
V Sydney navštěvoval King's School. Od roku 1899 studoval humanitní vědy na Sydneyské univerzitě. V průběhu však změnil oborovou profilaci a roku 1904 dosáhl na bakalářský titul (Bachelor of Science). Následujícího roku se stal také bakalářem inženýrství (Bachelor of Engineering) pro obor důlní těžba a metalurgie.
Od roku 1904 přednášel na Newington College. V roce 1907 získal stipendium ke studiu na Emmanuelově koleji univerzity v Cambridgi (B.A., 1909). Roku 1909 byl přijat za člena Geologické společnosti se sídlem v Londýně. Během cambridgeských studií navázal úzké přátelství s Raymondem Priestleym, Kanaďanem Charlesem Wrightem a Australanem Frankem Debenhamem, kteří sdíleli vášeň k průzkumu Antarktidy a zúčastnili se také expedice Terra Nova, proběhlé v období 1910–1913.

## Antarktická expedice

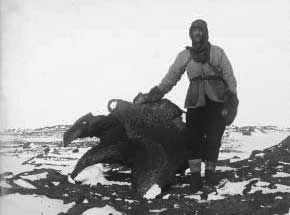
Taylor stojí u zvětralého znělce poblíž antarktického Evansova mysu, 15. října 1911

Průzkumník Robert Falcon Scott jej najal za člena expedice Terra Nova na Antarktidu. Scott složil zkušený tým, v němž byl Taylor jmenován hlavním geologem. Stal se tak vůdcem geologické skupiny zodpovědné za první zmapování a geologický popis významných antarktických oblastí. V lednu 1911 vedl expedici k západnímu pobřeží McMurdo Sound, v oblasti mezi Suchými údolími McMurdo a Koettlitzovým ledovcem.
Druhé výpravě velel v listopadu 1911. Jejím cílem byla oblast Granite Harbour, přibližně 80 km severně od Butter Point. Scott mezitím se skupinou pěti polárníků směřoval k jižnímu pólu, když soupeřil s paralelně probíhající výpravou Nora Roalda Amundsena. Pólu dosáhli v lednu 1912, aby na místě nalezli stan zanechaný Amundsenem, který je podle datace předstihl o pět týdnů. Všichni členové Scottova týmu zahynuli na zpáteční cestě pouhých 11 mil od záchrany.
Podle plánu se měla Taylorova skupina nalodit 15. ledna 1912 na plavidlo Terra Nova, která ovšem na smluvené místo nedorazila. Po čekání do 5. února se tým vydal pěšky jižním směrem a z ledového kontinentu byl zachráněn 18. února, když jej spatřila posádka lodi. Taylor odcestoval z Antarktidy v březnu 1912 na palubě Terra Nova, aniž tehdy znal osud Scottova týmu. Geologické vzorky z Western Mountains odvezla Terra Nova v lednu 1913. Později téhož roku obdržel Taylor ocenění King's Polar medal.

## Akademicko-vědecká činnost
Jeho fyziografický a geomorfologický antarktický výzkum se stal tématem vědecké práce a obhájení doktorátu (D.Sc) na Sydneyské univerzitě v roce 1916. Roku 1921 byl jmenován docentem geografie téže vysoké školy.
V roce 1929 přijal místo univerzitního profesora na University of Chicago. O sedm let později přesídlil na Torontskou univerzitu, na níž založil geografický ústav. Ve 30. letech působil jako spoluvydavatel německého periodika se zaměřením na studium ras Zeitschrift fur Rassenkunde. V roce 1940 byl zvolen prvním neamerickým prezidentem Asociace amerických geografů. Stal se autorem přibližně dvaceti knih a dvou set vědeckých příspěvků.
Po odchodu do důchodu roku 1951 se vrátil do Sydney. O tři roky později se stal prvním geografem zvoleným do Australské akademie věd. Roku 1958 publikoval autobiografii Journeyman Taylor a v roce 1959 byl jmenován prezidentem nově vzniklého Institutu australských geografů.
Zemřel 5. listopadu 1963, ve věku 82 let, na sydneyském předměstí Manly.